# Sint-Annakapel (Ohé en Laak)

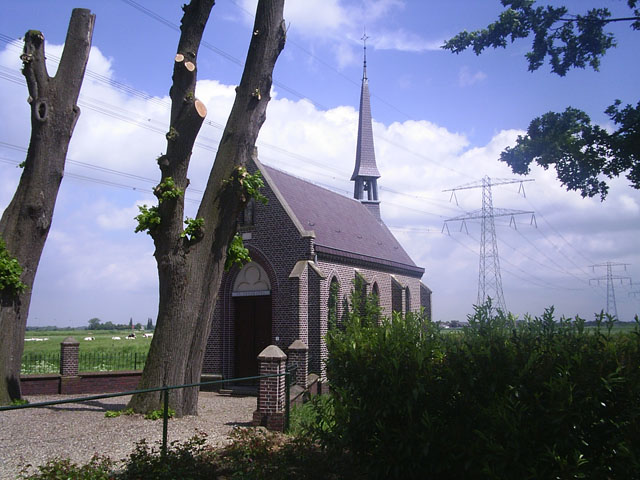
Sint-Annakapel in het landschap

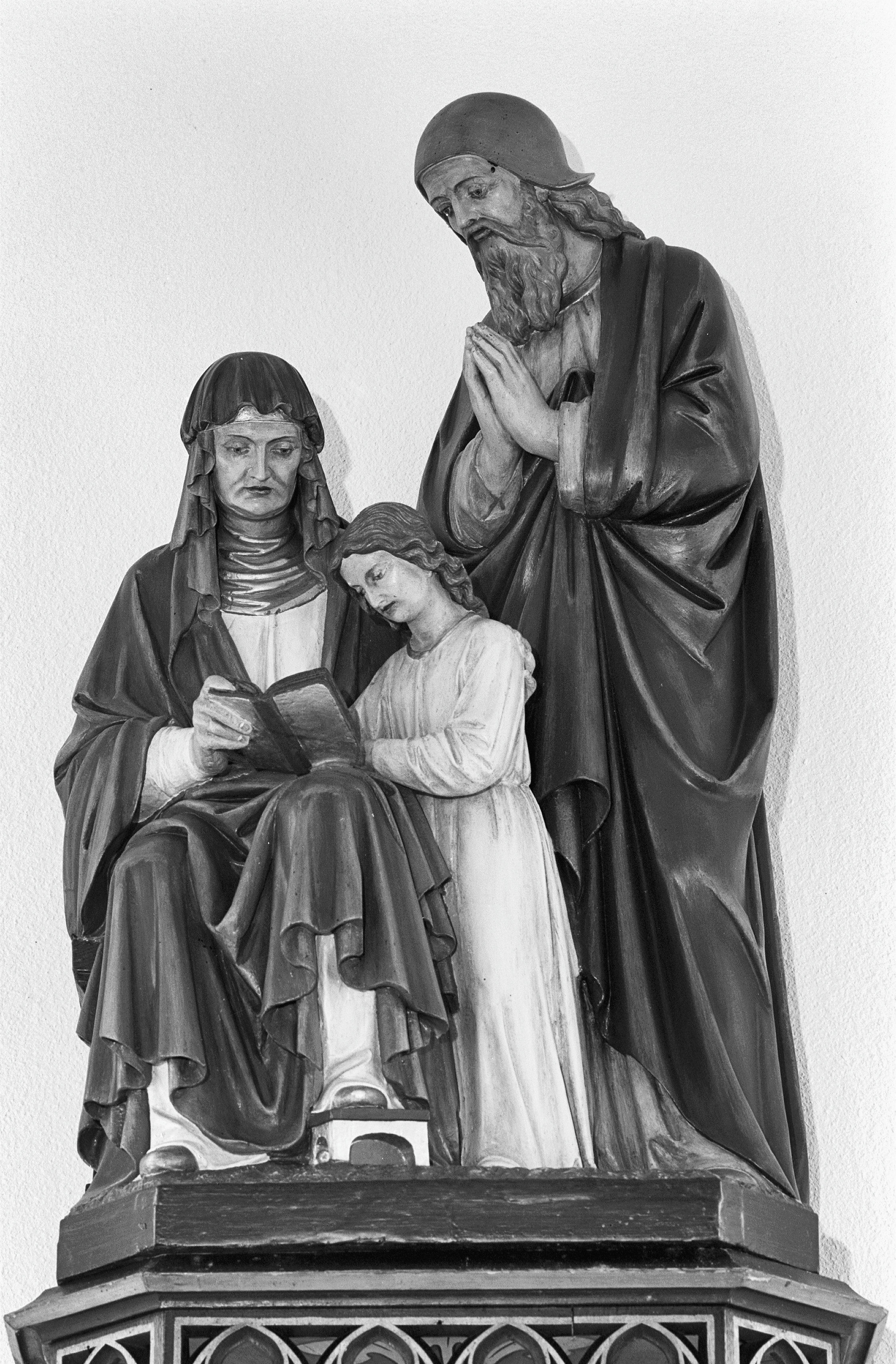
Beeld boven altaar van Anna, Joachim en Maria

De Sint-Annakapel is een betreedbare kapel in Ohé en Laak op het Eiland in de Maas in de Nederlandse gemeente Maasgouw. De kapel staat aan de Sint-Annastraat 1 ten noordoosten van buurtschap Laak.
De kapel is geklasseerd als rijksmonument en is gewijd aan de heilige Anna, de moeder van Maria.

## Geschiedenis
In 1631 zou er in deze buurt al een kapel hebben gestaan die door de bewoners van het nabijgelegen Kasteel Walburg voor de kerkgang zou zijn gebruikt. In 1719 wisselde de eigenaar en kwam er een protestantse familie op het kasteel. In 1896 werd de kapel gesloopt en werd er op een andere plek een nieuwe kapel gebouwd in neogotische stijl, ontworpen door N. van der Schuit.

## Gebouw
Het bakstenen gebouw heeft drie traveeën en een driezijdige koorsluiting met boven het koor op een met leien gedekt zadeldak een vierkante dakruiter met hoge spits. Op de hoeken en tussen de traveeën bevinden zich steunberen. In de zijgevels en in de schuine gevels van de koorsluiting bevinden zich spitsboogvensters. De frontgevel is een tuitgevel met korte schouderstukken. Hoog in deze gevel bevindt zich een spitsboogvormige nis met een Annabeeld en de gevel bevat de spitsboogvormige toegang, voorzien van een blind boogveld met drielob en eronder een dubbele rechthoekige deur. Onder de nis is in de frontgevel een gele gevelsteen ingemetseld waarin een slecht leesbare Latijnse tekst is aangebracht, die vertaald luidt als:

De weldoeners hebben met milde vrijgevigheid blijde deze kapel gebouwd ter ere van St. Anna

Van binnen is de kapel wit gepleisterd en staan er houten kerkbanken. In de overgang tussen de derde travee en de koorsluiting bevinden zich links en rechts een heiligenbeeld op consoles. Tegen de achterwand is het altaar geplaatst met hierop op de opzet een kruis. Boven het altaar is boven het kruis een console aangebracht met hierop een beeld van de drie heiligen: moeder Anna, vader Joachim en hun dochter Maria. 